# Сіренко Сергій Васильович
Сергі́й Васи́льович Сіре́нко (25 жовтня 1980, с. Красна Поляна, Зміївський район, Харківська область, Українська РСР — 29 липня 2017, м. Красногорівка, Мар'їнський район, Донецька область, Україна) — солдат Збройних сил України, учасник російсько-української війни.

## Біографія
Народився 1980 року в селі Красна Поляна Зміївського району Харківської області.
Під час російської збройної агресії проти України у березні 2017 року вступив на військову службу за контрактом, після проходження навчання брав участь в антитерористичній операції.
Солдат, водій протитанкового взводу 1-го механізованого батальйону 92-ї окремої механізованої бригади, військова частина А0501, с. Клугино-Башкирівка, Харківська область.
Загинув 29 липня 2017 року близько 8:00 під час обстрілу опорного пункту бригади в районі міста Красногорівка, — три міни калібру 120 мм розірвались біля окопу, шість військовослужбовців дістали поранення.
Похований 1 серпня на кладовищі села Красна Поляна.

## Нагороди та вшанування
- Указом Президента України від 11 жовтня 2017 року № 318/2017, за особисту мужність і самовіддані дії, виявлені у захисті державного суверенітету та територіальної цілісності України, зразкове виконання військового обов'язку, нагороджений орденом «За мужність» III ступеня (посмертно)[5].